# دوري آيسلندا الممتاز 1926
دوري آيسلندا الممتاز 1926 (بالآيسلندية: Efsta deild karla í knattspyrnu 1926) هو الموسم 15 من  دوري آيسلندا الممتاز. كان عدد الأندية المشاركة فيه  5، وفاز فيه ناتدبيرنوفيلاغ ريكيافيكور.